# Dino Boy in the Lost Valley
Dino Boy (em inglês:  Dino Boy in The Lost Valley) é uma série de desenho animado da Hanna-Barbera, produzido durante os anos de 1966-1968. Era exibido juntamente com os episódios de Space Ghost.
As aventuras de Todd, o Dino Boy, começam quando ele cai de pára-quedas de um avião em chamas, em um vale perdido habitado por dinossauros, humanos selvagens e tigres dente-de-sabres. É salvo da morte por um homem das cavernas que passa a chamar de Ugh. Como montaria ele cavalga um pequeno brontossauro. 

## Lista de episódios
nomes originais (em inglês)
1. Marooned
2. The Moss Men
3. The Treeman
4. The Fire God
5. The Mighty Snow Creature
6. The Wolf People
7. Valley Of The Giants
8. The Ant Warriors
9. The Bird Riders
10. Giant Ants
11. The Rock Pygmies
12. Danger River
13. The Vampire Men
14. The Terrible Chase
15. The Sacrifice
16. The Marksman
17. The Spear Warriors
18. The Worm People

## Dubladores

### Nos Estados Unidos
- Dino Boy: Johnny Carson
- Ugh: Mike Road
- o brontossauro Bronty: efeitos vocais de Don Messick

### No Brasil
- Dino Boy: Magali Sanches
- Ugh : Gastão Renné
- o brontossauro Bronty: efeitos vocais de Don Messick (mantidos no original)

## Na Televisão
- TV Gazeta
- RecordTV
- Rede Manchete
- Rede Bandeirantes
- Cartoon Network
- Boomerang
- Tooncast
- Rede Brasil